# 坎卡基 (伊利諾伊州)
坎卡基（英語：Kankakee）是一個位於美國伊利諾伊州坎卡基縣的城市。根據2010年美國人口普查，該地人口為27537人，而該地的面積約為40.11平方千米。同時該地也是坎卡基縣的縣治。

## 地理
坎卡基的座標為41°07′12″N 87°51′40″W / 41.12000°N 87.86111°W，而該地的平均海拔高度為200米（即656英尺）。